# Варшавская конфедерация (1704)

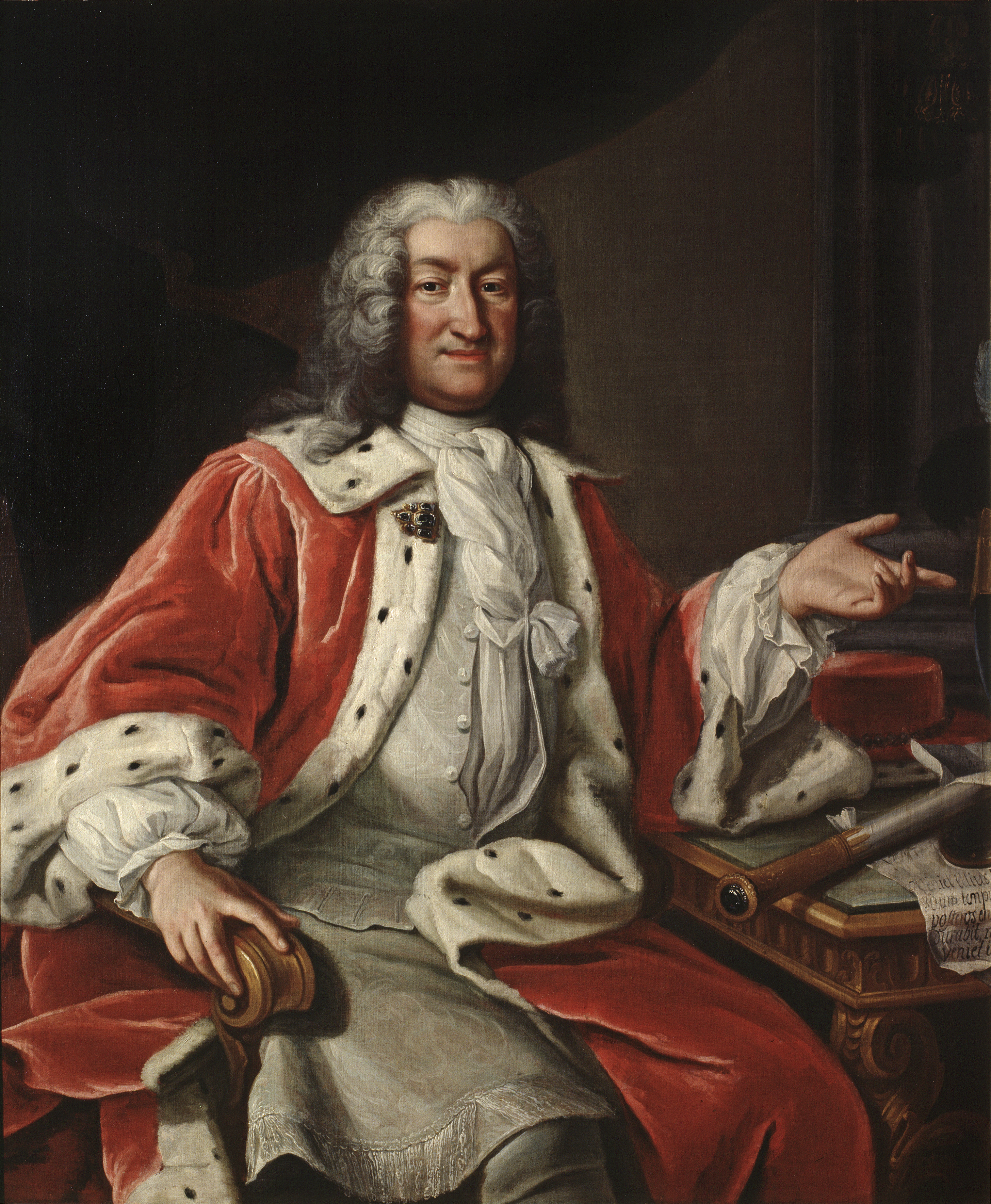
Шведский генерал Арвид Горн, фактический лидер Варшавской Конфедерации

Варша́вская конфедера́ция 1704 года — конфедерация Речи Посполитой, заключённая 16 февраля 1704 года в Варшаве при поддержке Швеции противниками короля Августа II и его промосковской политики в ходе Северной войны. Конфедераты объявили о низложении Августа II и провозгласили бескоролевье. 12 июля в Варшаве без выборов был провозглашён королём шведский кандидат — познанский воевода Станислав Лещинский.
В 1704 году Горн был произведён в генерал-лейтенанты и отправлен в качестве шведского представителя на сейм в Варшаву, на котором действовал в пользу Станислава Лещинского.
В ответ на образование Варшавской конфедерации антишведской лагерь создал Сандомирскую конфедерацию. Август II и его сторонники обратились за помощью к Русскому царству и подписали Нарвский договор, согласно которому Польша вступала в войну со Швецией в качестве союзника России, а российские войска получили право действовать на территории Речи Посполитой против шведов и их сторонников. Военное противостояние Варшавских и Сандомирской конфедератов продолжалось до осени 1706 года и получило название Гражданская война в Польше (1704—1706).